# Јунионвил (округ Сентер, Пенсилванија)
Јунионвил (енгл. Unionville, Centre County) град је у америчкој савезној држави Пенсилванија.

## Демографија
По попису из 2010. године број становника је 291, што је 22 (-7,0%) становника мање него 2000. године.
| Група             | 2000.       | 2010.       |
| Белци             | 306 (97,8%) | 284 (97,6%) |
| Афроамериканци    | 0 (0,0%)    | 1 (0,3%)    |
| Азијати           | 1 (0,3%)    | 2 (0,7%)    |
| Хиспаноамериканци | 3 (1,0%)    | 2 (0,7%)    |
| Укупно            | 313         | 291         |